# Димисианос, Иоаннис
Иоаннис Димисианос (греч.  Ιωάννης Δημησιάνος, итал.  Giovanni Demisiani, ? Закинф — 1614) — греческий и итальянский математик и химик конца XVI — начала XVII веков. Известен также как богослов со знанием не только  греческого, но и  латинского языков. Дал греческое название «телескоп» зрительной трубе Галилея.

## Биография
Иоаннис Димисианос родился в середине XVI века на греческом острове Закинф, бывшем тогда под венецианским контролем. Точная дата его рождения неизвестна, но поскольку он служил в Риме богословом при кардинале Gonzaga (1505 −1563), Димисианос родился вероятно не позже 1543 года. Много позже Димисианос стал членом основанной в 1603 году римской Академии деи Линчеи.
Согласно Алану Гиршфельду Димисианос дал греческое название «телескоп» зрительной трубе  Галилея в апреле 1611 году в ходе загородного симпосия членов Академии деи Линчеи в честь Галилея, ставшего в том же году членом «Академии». После ужина Галилей представил членам академии свою зрительную трубу, фокусируя её на Спутники Юпитера и звёзды  Галактики. Тогда основатель академии Федерико Чези объявил, что Димисианос придумал название «телескоп» для зрительной трубы Галилея (от др.-греч. τῆλε [tele] — далеко + σκοπέω [skopeo] — смотрю), которое характеризовало возможности прибора и отличало его от остальных существовавших тогда приборов малого увеличения.
Сам Галилей использовал для своих телескопов термин лат. perspicillum.
Димисианос умер в 1614 году. Нет достоверной информации о месте его смерти.